# Hiệu quả tiếp thị
Hiệu quả tiếp thị (marketing effectiveness) là thước đo mức độ hiệu quả của một chiến dịch tiếp thị nhất định giữa việc đạt được mục tiêu kinh doanh và tối đa hóa chi phí chi tiêu trong tiếp thị trong cả ngắn hạn và dài hạn. Mức độ hiệu quả này cũng liên quan đến lợi tức đầu tư tiếp thị (ROMI).
Tùy vào từng ngành hàng và doanh nghiệp mà tiêu chí về việc lượng hóa tiếp thị hiệu quả sẽ khác nhau.

## Lịch sử hình thành[1]
Khái niệm về hiệu quả tiếp thị lần đầu tiên xuất hiện vào những năm 1990 với cuốn sách "Hiệu quả tiếp thị cải thiện" của Robert Shaw đã giành giải thưởng Sách quản lý kinh doanh của năm 1998.
Trong cuốn sách "What Stick" (ISBN 1419584332), các tác giả Rex Briggs và Greg Stuart tính toán rằng các nhà tiếp thị lãng phí 37% khoản đầu tư tiếp thị của họ. Lý do cho sự lãng phí là do nhiều yếu tố: các nhà tiếp thị không hiểu được động cơ tiềm ẩn của khách hàng khi mua hàng, thông điệp không hiệu quả và đầu tư hỗn hợp truyền thông không hiệu quả (trang 19-20).
"What Stick"  là cuốn sách "số 1" về Tiếp thị theo tờ "Ad Age" và được yêu cầu học tại các trường đại học hàng đầu bao gồm Trường Wharton thuộc Đại học Pennsylvania  và Harvard, cho thấy Hiệu quả tiếp thị tiếp tục là một chủ đề kinh doanh quan trọng.

## Các yếu tố thúc đẩy hiệu quả tiếp thị
1. Chiến lược tiếp thị: Để đạt kết quả tốt thì cách làm phải đúng, cho nên để tiếp thị hiệu quả cần một chiến lược phù hợp, rõ ràng. Nó sẽ trả lời câu hỏi: ‘‘Tại sao khách hàng nên mua sản phẩm của thương hiệu mình mà không phải đối thủ cạnh tranh’’. Một chiến lược tiếp thị để thu hút khách hàng phải xác định được: thị trường mục tiêu, sản phẩm hoặc dịch vụ sẽ được định vị như thế nào để thu hút thị trường mục tiêu đó; thương hiệu của sản phẩm sẽ được quảng bá như thế nào (trang 21) [2].
2. Thực hiện tiếp thị: Dựa trên chiến lược marketing mà các nhà tiếp thị sẽ thực thi chiến lược với quy trình khác nhau qua nhiều hoạt động như: quảng cáo, khuyến mãi, quan hệ công chúng, marketing trực tiếp, định giá, phân phối, vận chuyển, phát triển sản phẩm,...Tuy nhiên đều xoay quanh bốn yếu tố cốt lõi trong tiếp thị hỗn hợp là giá, sản phẩm, phân phối, xúc tiến; và các nhà tiếp thị cần phải đảm bảo thông điệp truyền tải đến khách hàng qua các hoạt động phải thống nhất.
3. Đánh giá hiệu suất tiếp thị: Trong tiếp thị sẽ có những chỉ số để đánh giá là chiến dịch đó hiệu suất như thế nào như: ROMI, CPA, doanh số, tỷ lệ nhận thức thương hiệu, lượt chia sẻ, tương tác trên các kênh truyền thông, ROMI...Các nhà tiếp thị giỏi sẽ hiểu các phân tích tiếp thị và sử dụng hiệu suất tiếp thị làm cơ sở để phân bổ ngân sách hiệu quả cũng như biến thành bài học cho tương lai.
4. Tiếp thị sáng tạo: Ngay cả khi không có thay đổi trong chiến lược, những người sáng tạo có thể cải thiện kết quả tốt hơn. Quảng cáo là một phần không thể thiếu trong bất kỳ chiến dịch tiếp thị nào, vì nó thiết lập bản sắc công ty và đóng một vai trò quan trọng trong liên tưởng và nhận biết thương hiệu. Chúng có thể bao gồm cách truyền tải, nội dung truyền thông hoặc thậm chí bao bì sản phẩm. Ngoài việc truyền đạt thông điệp thương hiệu, sự nhất quán trong thiết kế trên nhiều phương tiện khác nhau giúp củng cố vị trí thương hiệu trong tâm trí của khán giả. Sử dụng kiểu chữ, hình ảnh và màu sắc, sáng tạo tiếp thị gợi lên cảm xúc liên quan đến một thương hiệu[1].
5. Cơ sở hạ tầng tiếp thị (còn được gọi là Quản lý tiếp thị): Cải thiện hoạt động kinh doanh tiếp thị có thể dẫn đến lợi nhuận đáng kể cho công ty. Quản lý các cơ quan, lập ngân sách, động lực và phối hợp các hoạt động tiếp thị có thể dẫn đến cải thiện khả năng cạnh tranh và cải thiện kết quả. Trách nhiệm tổng thể đối với lãnh đạo thương hiệu và kết quả kinh doanh thường được phản ánh trong một tổ chức dưới một chức danh trong bộ phận (Quản lý thương hiệu)[1].
6. Tiềm lực công ty: Mỗi công ty sẽ có quy mô, ngân sách và khả năng khác nhau để phục vụ những phân khúc khách hàng mục tiêu khác nhau. Dựa trên các phân khúc này, công ty sẽ đưa ra mục tiêu kinh doanh và chiến lược cho doanh nghiệp mình. Nếu nguồn lực càng mạnh thì họ càng thuận lợi để thực hiện nhiều hoạt động và chiến dịch hơn để đạt mục tiêu kinh doanh của mình.
7. Môi trường bên ngoài: Các yếu tố bên ngoài ảnh hưởng tới tâm lý, hành vi con người như lãi suất, quy định của chính phủ, dịch bệnh,... nằm ngoài tầm kiểm soát tức thời của các nhà tiếp thị và có thể ảnh hưởng đến hiệu quả tiếp thị[1]. Nên các nhà tiếp thị phải hiểu được sự tác động của các yếu tố này đối với người tiêu dùng để thiết kế các chiến lược tận dụng hoặc giảm thiểu rủi ro của các yếu tố này. Ví dụ như vào dịp Tết nguyên đán 2020, chính phủ Việt Nam đã quy định, khi tham gia giao thông nếu vượt quá nồng độ cồn cho phép thì người lái xe sẽ bị phạt, dẫn đến số lượng bia rượu tiêu thụ giảm đáng kể cho cả ngành bia. Nên Heineken đã cho ra sản phẩm “ Bia 0 độ ” để thích nghi trước chính sách này của chính phủ.

## Hình thức tiếp thị hiệu quả hiện nay
“Ở đâu có khách hàng, ở đó cần tiếp thị”. Trong thế giới của Internet phát triển mạnh như hiện nay, số lượng người tiêu dùng dành nhiều thời gian truy cập internet để tìm kiếm và mua sắm, cho nên tiếp thị trên các nền tảng số là một trong những cách tiếp cận tốt nhất bởi. Hình thức này gọi là tiếp thị kỹ thuật số (Digital Marketing).
Vậy, tiếp thị số là gì? Tiếp thị kỹ thuật số chỉ là một cách tiếp thị trực tuyến. Hình thức này cho phép doanh nghiệp dễ dàng tiếp cận với số lượng khách hàng cao nhất trên thế giới nhờ lợi thế “không biên giới” của internet với chi phí thấp. Đó là một lý do mà các doanh nghiệp đang tìm kiếm cơ hội để trực tuyến. Các bộ phận thiết yếu của tiếp thị kỹ thuật số:
1. Tiếp thị truyền thông xã hội
2. Google Adwords
3. Email-Marketing
4. Tiếp thị liên kết
5. Phát triển và thiết kế web
6. Tối ưu hóa công cụ tìm kiếm (SEO)

Đây là những điểm quan trọng trong Tiếp thị số. Tiếp thị kỹ thuật số sẽ là tốt nhất cho các công ty không có ngân sách tiếp thị dồi dào, vì với tiếp thị kỹ thuật số chỉ cần mua một tên miền duy nhất theo doanh nghiệp và nó có khả năng lưu trữ, tương tác với khách hàng. Tiếp theo là cần người viết nội dung phù hợp, một chuyên gia SEO chuyên nghiệp,... Chi phí này sẽ rất nhỏ so với ngân sách quảng cáo truyền thống. Tuy nhiên hình thức này cần thời gian để phát huy hiệu quả, để chạm đến khách hàng.
Tiếp thị truyền thông xã hội: Đây là cách tiếp thị hiệu quả cao thứ hai trong Tiếp thị số. Nếu sản phẩm hoặc dịch vụ của công ty liên quan đến giới trẻ thì hình thức này hoạt động rất hiệu quả trên các trang truyền thông xã hội như Facebook, Twitter, Linkedin,...